# قطعنامه ۲۰۷۵ شورای امنیت
قطعنامهٔ ۲۰۷۵ شورای امنیت سازمان ملل متحد سندی بین‌المللی دربارهٔ گزارش دبیر کل در مورد سودان است. این قطعنامه طی نشست شورای امنیت سازمان ملل متحد در تاریخ ۱۶ نوامبر ۲۰۱۲ میلادی با ۱۵ رأی موافق، ۰ مخالف و ۰ ممتنع به تصویب رسید.